# Kuraľany
Kuraľany jsou obec na Slovensku v okrese Levice, ve východní části Podunajské pahorkatiny, asi 10 km jihojihozápadně od Želiezovců.

## Historie
Archeologické nálezy nasvědčují, že dějiny osady spadají až do období mladší doby bronzové (500 – 700 př. Kr.). V obci byla nalezena pohřebiště z doby halštatské, laténské a velkomoravské. Příchod slovanského obyvatelstva začal v 5. století. Byli to rolníci, pěstovali všechny druhy obilovin, luštěniny, olejniny, ovoce a zeleninu. Také chovali prasata, skot, ovce a drůbež. Doplňkovým zaměstnáním byl rybolov a včelařství. K tradičním řemeslům patřilo kovářství, tesařství a hrnčířství. První písemná zmínka o obci je z roku 1223. Do 14. století obec patřila zemanům Kuraliovcům. V letech 1330 až 1349 ji vlastnilo ostřihomské arcibiskupství. Po tureckém nájezdu v 16. století obec zpustla. V roce 1612 sem správce majetku Juraj Paluška přesídlil obyvatele slovenské národnosti z okolí Topoľčan a Chynoran. Svědčí o tom současná příjmení Bielikovci, Michlovci, Neviďanskovci, Nesteničtí a pod. Obyvatelé byli poddaní; za 200 zlatých roční úhrady se v letech 1700 – 1725 vykoupili z roboty. Tehdejší obyvatelstvo se zabývalo zemědělstvím, noví usedlíci se rychle aklimatizovali, úrodnost půdy zaručovala trvalou obživu. Půda bohatá na humus i ostatní živiny, příznivé klimatické podmínky umožňují pěstovat téměř všechny zemědělské plodiny, čehož usedlíci důsledně využívali. Podmínky zaručovaly soustavný rozvoj obce. V letech 1938 – 1945 byla obec připojena k horthyovskému Maďarsku. Začátkem roku 1945 se fronta přiblížila až k řece Hron. V blízkosti obce stála tři měsíce. Obec byla osvobozena 27. března 1945 ve 14 hodin, kdy přišla směrem od Želiezovců vojska 2. ukrajinského frontu.

### Vývoj názvu obce
- 1223 Kurol
- 1308 Kurul, Kural
- 1384 Kyskural
- 1773 Kurálly
- 1920 Kuraly
- 1927 Kuraľany

## Pamětihodnosti
- Římskokatolický kostel Proměnění Páně, jednolodní barokní stavba z let 1735-1737 s polygonálně ukončeným presbytářem a představenou věží Stojí na místě starší středověké stavby. V roce 1927 byl kostel rozšířen. Interiér je plochostropý, presbytář je zaklenutý valenou klenbou. Nachází se zde zděný chór, kamenná křtitelnice z doby vzniku kostela a pozdně barokní kazatelna (z konce 18. století) se sochami evangelistů. Fasády kostela jsou členěny lizénami, věž je členěná kordonovými římsami a ukončena je zvonovitou helmicí s laternou.[2]